# Maître principal
Maître principal est un grade de la Marine française. C'est le deuxième du corps des officiers-mariniers supérieurs. Il est l'équivalent du grade d’adjudant-chef des armées de terre et de l'air, ainsi qu'en gendarmerie nationale. L'insigne de grade est composé d'un galon or et de deux soutaches, l'une or et l'autre argent.
Son appellation réglementaire est « maître principal » mais il est appelé couramment « cipal ».

## Histoire
Le grade de maître principal a été créé sous sa forme actuelle en 1917 afin de pouvoir faire face à la multiplicité des petits bâtiments de guerre à commander et le besoin de hiérarchiser des spécialités de plus en plus techniques,.
Ce grade marque souvent la fin de carrière des officiers mariniers ayant pu évoluer jusqu'à ce niveau, mais permet aussi à certains d'entre eux de passer le concours de major. Les maîtres principaux et les majors détiennent logiquement les plus longues anciennetés de carrière.

## Humour militaire
Du fait de sa longue et respectueuse carrière, le maître principal est l'objet d'une liste d'exploits que les capitaines d'armes aiment afficher sur leur porte.